# Stella Sports La Romagne
La Stella Sports La Romagne est un club omnisports situé à La Romagne (Maine-et-Loire). Sa section de tennis de table évolue dans le championnat de France Pro A de tennis de table depuis 2005.

## Histoire du club

### Tennis de table
Un an après sa création en 1968 , sous l'impulsion des frères Plessy, l'équipe masculine de tennis de table est engagé dans le championnat départemental en 1969 puis grimpe rapidement les échelons pour atteindre en 1975 la Nationale 4. Sept ans plus tard, le tennis de table arrive en Nationale 2, deuxième division nationale à l'époque. En 1990 il décroche pour la première fois de son histoire la Nationale 1 mais, à la suite de la réforme des championnats de la Fédération française de tennis de table (FFTT), il reste en deuxième division. La Romagne reste dans l'antichambre de la superdivision pendant 12 ans puis de la Pro A de 2003 à 2005.
Cette année-là, la section est sacrée championne de France de Pro B et monte enfin en première division et en Pro A. Si la première expérience dans l'élite la renvoie en Pro B, l'équipe masculine remonte aussitôt en Pro A avec à la clé un deuxième titre de champion de Pro B. Depuis 2008, l'équipe masculine joue en Pro A où elle termine 4e au pied du podium en 2009. En 2011, la section remporte le challenge National Bernard Jeu à Saint-Berthevin.
La saison 2011-2012 est un tournant dans l'histoire de la section en Coupe d'Europe : qualifiée pour la première fois de son histoire en quart de finale, la Stella est opposée au géant allemand le Borussia Düsseldorf et s'impose contre l'équipe de Timo Boll 3-2 à l'aller, leur donnant de minces mais sérieuses chances de qualification pour le dernier carré de la compétition. Défaits lors de la première journée face à Chartres, les pongistes restent sur une série de 11 matchs consécutifs sans défaite toutes compétitions confondues, consécration dans le championnat puisque les Romagnons terminent troisièmes. Ils réalisent les mêmes performances l'année suivante : quart de finale de l'ETTU Cup et 3e place.
Lors de la saison 2013-2014, la Stella Sports connaît un nouveau tournant en atteignant pour la première fois de son histoire les demi-finales de la Coupe ETTU après une double victoire contre les Suédois d'Eslov en quarts de finale. L'équipe est alors opposée à l'équipe allemande de Sarrebruck composée de Bojan Tokic (no 51 mondial), Bastian Steger (no 24 mondial) et Tiago Apolonia (no 37 mondial). À domicile, la Romagne réalise un véritable exploit en gagnant 3-1 et s'ouvre les portes de la finale. Malheureusement, la chance du match aller est disparue au retour et l'équipe doit s'incliner 3-0 en perdant les deux premières rencontres au 5e set.
Lors de la saison 2016-2017, la Stella Sports remporte la Coupe ETTU pour la première fois de son histoire, en battant l'équipe voisine d'Angers Vaillante TT en finale.
Lors de la saison 2017-2018, le club remporte cette fois le titre de Champion de France de Pro A, également pour la première fois de son histoire, et ce l'année de ses 50 ans. L'équipe est alors composée de Chen Tianyuan, Brice Ollivier, Adrian Crisan et Wei Shihao.
Pour la saison 2018-2019, le club s'étant séparé du jeune chinois Wei Shihao, une nouvelle recrue fait son entrée : Daniel Gorak, joueur polonais évoluant précédemment au club de Bogoria Grodzisk. 

#### Installations
En 2012 la Communauté d'agglomération du Choletais (CAC),  qui soutient les clubs sportifs de haut niveau, décide de financer un projet qui prévoit la création d'un nouveau volume venant se greffer aux salles communales existantes. Cette extension doit donner naissance à un espace de 880 m2, avec tribunes d'une capacité de 500 places. Les travaux sont lancés pour une mise en service en septembre 2013.
L'opération est évaluée à 2 millions d'euros, financée par la CAC soutenue par l'État, le Centre national pour le développement du sport (CNDS), le Conseil régional et le Conseil général de Maine-et-Loire.
Le 14 septembre 2013 la nouvelle salle nommée La Stella est inaugurée en présence du député-maire et président de la CAC Gilles Bourdouleix et du maire de La Romagne Alain Bretaudeau. Entre démonstration pongiste par les jeunes de l’école de tennis de table et les joueurs de la PRO A, diaporama sur l’histoire du club avec notamment les différentes présidences (4) depuis 1968, quelque 200 personnes sont venues inaugurer et fêter l’ouverture de cette nouvelle salle.

#### Équipes
La section tennis de table comporte des équipes dans chaque division, de la départementale à la Pro A en passant par la régionale et la nationale. L'équipe première du club, composée de 4 joueurs professionnels de talent, évolue au plus haut niveau français depuis 2008.

#### Effectif professionnel 2018-2019
- Brice Ollivier
- Chen Tianyuan
- Adrian Crisan
- Romain Ruiz

#### Anciens joueurs professionnels
- Armand Phung
- Dorin Vasile Calus
- Marius Pantelimon
- Sas Lasan
- Abdel-Kader Salifou
- Wei Shihao
- Daniel Gorak

#### Palmarès
- ETTU Cup [5] : demi-finaliste en 2014 et 2015, vainqueur en 2017 ;
- Championnat de France Pro A de tennis de table : champion de France en 2018 [6],   deuxième en 2017, troisième en 2012, 2013, 2014  ;
- Championnat de France Pro B de tennis de table : champion de France en 2005 et 2007 ;
- TT Intercup [7] : vainqueur en 2004 ; finaliste en 2005, 2006, 2007 et 2008 (dont 3 finales contre l'US Saint-Denis) ;
- Challenge national Bernard Jeu : vainqueur en 2011.

#### Bilan par saison
| Saison    | Championnat      | Cl                                                                   | Pts                                                                  | J                                                                    | V                                                                    | N                                                                    | D                                                                    | Pp                                                                   | Pc                                                                   | Diff                                                                 | Parcours en Coupe d'Europe                                   |
| --------- | ---------------- | -------------------------------------------------------------------- | -------------------------------------------------------------------- | -------------------------------------------------------------------- | -------------------------------------------------------------------- | -------------------------------------------------------------------- | -------------------------------------------------------------------- | -------------------------------------------------------------------- | -------------------------------------------------------------------- | -------------------------------------------------------------------- | ------------------------------------------------------------ |
| 2023-2024 | Pro A            | 3ème                                                                 | 37                                                                   | 18                                                                   | 8                                                                    | 0                                                                    | 18                                                                   | 37                                                                   | 38                                                                   | -1                                                                   | -                                                            |
| 2022-2023 | Pro A            | 5ème                                                                 | 38                                                                   | 18                                                                   | 9                                                                    | 0                                                                    | 9                                                                    | 38                                                                   | 39                                                                   | -1                                                                   | -                                                            |
| 2021-2022 | Pro A            | 4ème                                                                 | 42                                                                   | 18                                                                   | 11                                                                   | 0                                                                    | 7                                                                    | 42                                                                   | 29                                                                   | +13                                                                  | -                                                            |
| 2020-2021 | Pro A            | 6ème                                                                 | 36                                                                   | 18                                                                   | 10                                                                   | 0                                                                    | 8                                                                    | 36                                                                   | 36                                                                   | 0                                                                    | -                                                            |
| 2019-2020 | Pro A            | Saison annulée le 15 avril 2020 en raison de la Pandémie de Covid-19 | Saison annulée le 15 avril 2020 en raison de la Pandémie de Covid-19 | Saison annulée le 15 avril 2020 en raison de la Pandémie de Covid-19 | Saison annulée le 15 avril 2020 en raison de la Pandémie de Covid-19 | Saison annulée le 15 avril 2020 en raison de la Pandémie de Covid-19 | Saison annulée le 15 avril 2020 en raison de la Pandémie de Covid-19 | Saison annulée le 15 avril 2020 en raison de la Pandémie de Covid-19 | Saison annulée le 15 avril 2020 en raison de la Pandémie de Covid-19 | Saison annulée le 15 avril 2020 en raison de la Pandémie de Covid-19 | -                                                            |
| 2018-2019 | Pro A            | 5ème                                                                 | 40                                                                   | 18                                                                   | 9                                                                    | 0                                                                    | 9                                                                    | 40                                                                   | 35                                                                   | +5                                                                   | Phase de groupes de Ligue des champions de tennis de table   |
| 2017-2018 | Pro A            | Champion                                                             | 49                                                                   | 18                                                                   | 15                                                                   | 0                                                                    | 3                                                                    | 49                                                                   | 21                                                                   | +28                                                                  | Quart de finaliste de Ligue des champions de tennis de table |
| 2016-2017 | Pro A            | 2e                                                                   | 44                                                                   | 18                                                                   | 13                                                                   | 0                                                                    | 5                                                                    | 44                                                                   | 28                                                                   | +16                                                                  | Vainqueur de l'ETTU Cup                                      |
| 2015-2016 | Pro A            | 4e                                                                   | 39                                                                   | 18                                                                   | 7                                                                    | 7                                                                    | 4                                                                    | 57                                                                   | 45                                                                   | +12                                                                  | Quart de finaliste de l'ETTU Cup                             |
| 2014-2015 | Pro A            | 4e                                                                   | 39                                                                   | 18                                                                   | 9                                                                    | 3                                                                    | 6                                                                    | 52                                                                   | 41                                                                   | +11                                                                  | Demi-finaliste de l'ETTU Cup                                 |
| 2013-2014 | Pro A            | 3e                                                                   | 42                                                                   | 18                                                                   | 8                                                                    | 8                                                                    | 2                                                                    | 57                                                                   | 37                                                                   | +20                                                                  | Demi-finaliste de l'ETTU Cup                                 |
| 2012-2013 | Pro A            | 3e                                                                   | 43                                                                   | 18                                                                   | 11                                                                   | 3                                                                    | 4                                                                    | 59                                                                   | 34                                                                   | +25                                                                  | Quart de finaliste de l'ETTU Cup                             |
| 2011-2012 | Pro A            | 3e                                                                   | 42                                                                   | 18                                                                   | 10                                                                   | 4                                                                    | 4                                                                    | 57                                                                   | 36                                                                   | +21                                                                  | Quart de finaliste de l'ETTU Cup                             |
| 2010-2011 | Pro A            | 8e                                                                   | 32                                                                   | 18                                                                   | 5                                                                    | 4                                                                    | 9                                                                    | 50                                                                   | 54                                                                   | -4                                                                   | 2e tour de l'ETTU Cup                                        |
| 2009-2010 | Pro A            | 7e                                                                   | 35                                                                   | 18                                                                   | 5                                                                    | 7                                                                    | 6                                                                    | 50                                                                   | 51                                                                   | -1                                                                   | -                                                            |
| 2008-2009 | Pro A            | 4e                                                                   | 39                                                                   | 18                                                                   | 8                                                                    | 5                                                                    | 5                                                                    | 55                                                                   | 45                                                                   | +10                                                                  | -                                                            |
| 2007-2008 | Pro A            | 6e                                                                   | 34                                                                   | 18                                                                   | 7                                                                    | 2                                                                    | 9                                                                    | 46                                                                   | 50                                                                   | -4                                                                   | Finaliste de la TT Intercup                                  |
| 2006-2007 | Pro B            | Champion                                                             | 49                                                                   | 18                                                                   | 13                                                                   | 5                                                                    | 0                                                                    | -                                                                    | -                                                                    | -                                                                    | Finaliste de la TT Intercup                                  |
| 2005-2006 | Pro A            | 9e                                                                   | 29                                                                   | 18                                                                   | 4                                                                    | 3                                                                    | 11                                                                   | 36                                                                   | 56                                                                   | -20                                                                  | Finaliste de la TT Intercup                                  |
| 2004-2005 | Pro B            | Champion                                                             | 45                                                                   | 16                                                                   | 14                                                                   | 1                                                                    | 1                                                                    | 61                                                                   | 21                                                                   | +40                                                                  | Finaliste de la TT Intercup                                  |
| 2003-2004 | Pro B            | 4e                                                                   | 31                                                                   | 14                                                                   | 7                                                                    | 3                                                                    | 4                                                                    | 42                                                                   | 35                                                                   | +7                                                                   | Vainqueur de la TT Intercup                                  |
| 2002-2003 | Nationale 1      |                                                                      |                                                                      |                                                                      |                                                                      |                                                                      |                                                                      |                                                                      |                                                                      |                                                                      |                                                              |
| 2001-2002 | Nationale 1      |                                                                      |                                                                      |                                                                      |                                                                      |                                                                      |                                                                      |                                                                      |                                                                      |                                                                      |                                                              |
| 2000-2001 | Nationale 1      |                                                                      |                                                                      |                                                                      |                                                                      |                                                                      |                                                                      |                                                                      |                                                                      |                                                                      |                                                              |
| 1999-2000 | Nationale 1      |                                                                      |                                                                      |                                                                      |                                                                      |                                                                      |                                                                      |                                                                      |                                                                      |                                                                      |                                                              |
| 1998-1999 | Nationale 1      |                                                                      |                                                                      |                                                                      |                                                                      |                                                                      |                                                                      |                                                                      |                                                                      |                                                                      |                                                              |
| 1997-1998 | Nationale 1      |                                                                      |                                                                      |                                                                      |                                                                      |                                                                      |                                                                      |                                                                      |                                                                      |                                                                      |                                                              |
| 1996-1997 | Nationale 1      |                                                                      |                                                                      |                                                                      |                                                                      |                                                                      |                                                                      |                                                                      |                                                                      |                                                                      |                                                              |
| 1995-1996 | Nationale 1      |                                                                      |                                                                      |                                                                      |                                                                      |                                                                      |                                                                      |                                                                      |                                                                      |                                                                      |                                                              |
| 1994-1995 | Nationale 1      |                                                                      |                                                                      |                                                                      |                                                                      |                                                                      |                                                                      |                                                                      |                                                                      |                                                                      |                                                              |
| 1993-1994 | Nationale 1      |                                                                      |                                                                      |                                                                      |                                                                      |                                                                      |                                                                      |                                                                      |                                                                      |                                                                      |                                                              |
| 1992-1993 | Nationale 1      |                                                                      |                                                                      |                                                                      |                                                                      |                                                                      |                                                                      |                                                                      |                                                                      |                                                                      |                                                              |
| 1991-1992 | Nationale 1      |                                                                      |                                                                      |                                                                      |                                                                      |                                                                      |                                                                      |                                                                      |                                                                      |                                                                      |                                                              |
| 1990-1991 | Nationale 1      |                                                                      |                                                                      |                                                                      |                                                                      |                                                                      |                                                                      |                                                                      |                                                                      |                                                                      |                                                              |
| 1989-1990 | Nationale 2      |                                                                      |                                                                      |                                                                      |                                                                      |                                                                      |                                                                      |                                                                      |                                                                      |                                                                      |                                                              |
| 1988-1989 | Nationale 2      |                                                                      |                                                                      |                                                                      |                                                                      |                                                                      |                                                                      |                                                                      |                                                                      |                                                                      |                                                              |
| 1987-1988 | Nationale 2      |                                                                      |                                                                      |                                                                      |                                                                      |                                                                      |                                                                      |                                                                      |                                                                      |                                                                      |                                                              |
| 1986-1987 | Nationale 2      |                                                                      |                                                                      |                                                                      |                                                                      |                                                                      |                                                                      |                                                                      |                                                                      |                                                                      |                                                              |
| 1985-1986 | Nationale 2      |                                                                      |                                                                      |                                                                      |                                                                      |                                                                      |                                                                      |                                                                      |                                                                      |                                                                      |                                                              |
| 1984-1985 | Nationale 2      |                                                                      |                                                                      |                                                                      |                                                                      |                                                                      |                                                                      |                                                                      |                                                                      |                                                                      |                                                              |
| 1983-1984 | Nationale 2      |                                                                      |                                                                      |                                                                      |                                                                      |                                                                      |                                                                      |                                                                      |                                                                      |                                                                      |                                                              |
| 1982-1983 | Nationale 2      |                                                                      |                                                                      |                                                                      |                                                                      |                                                                      |                                                                      |                                                                      |                                                                      |                                                                      |                                                              |
| 1981-1982 | Nationale 3      |                                                                      |                                                                      |                                                                      |                                                                      |                                                                      |                                                                      |                                                                      |                                                                      |                                                                      |                                                              |
| 1980-1981 | Nationale 3      |                                                                      |                                                                      |                                                                      |                                                                      |                                                                      |                                                                      |                                                                      |                                                                      |                                                                      |                                                              |
| 1979-1980 | Nationale 3      |                                                                      |                                                                      |                                                                      |                                                                      |                                                                      |                                                                      |                                                                      |                                                                      |                                                                      |                                                              |
| 1978-1979 | Nationale 3      |                                                                      |                                                                      |                                                                      |                                                                      |                                                                      |                                                                      |                                                                      |                                                                      |                                                                      |                                                              |
| 1977-1978 | Nationale 4      |                                                                      |                                                                      |                                                                      |                                                                      |                                                                      |                                                                      |                                                                      |                                                                      |                                                                      |                                                              |
| 1976-1977 | Nationale 4      |                                                                      |                                                                      |                                                                      |                                                                      |                                                                      |                                                                      |                                                                      |                                                                      |                                                                      |                                                              |
| 1975-1976 | Nationale 4      |                                                                      |                                                                      |                                                                      |                                                                      |                                                                      |                                                                      |                                                                      |                                                                      |                                                                      |                                                              |
| 1974-1975 | Régionale 1      |                                                                      |                                                                      |                                                                      |                                                                      |                                                                      |                                                                      |                                                                      |                                                                      |                                                                      |                                                              |
| 1973-1974 | Régionale 1      |                                                                      |                                                                      |                                                                      |                                                                      |                                                                      |                                                                      |                                                                      |                                                                      |                                                                      |                                                              |
| 1972-1973 | Régionale 2      |                                                                      |                                                                      |                                                                      |                                                                      |                                                                      |                                                                      |                                                                      |                                                                      |                                                                      |                                                              |
| 1971-1972 | Régionale 3      |                                                                      |                                                                      |                                                                      |                                                                      |                                                                      |                                                                      |                                                                      |                                                                      |                                                                      |                                                              |
| 1970-1971 | Départementale 1 |                                                                      |                                                                      |                                                                      |                                                                      |                                                                      |                                                                      |                                                                      |                                                                      |                                                                      |                                                              |
| 1969-1970 | Départementale 2 |                                                                      |                                                                      |                                                                      |                                                                      |                                                                      |                                                                      |                                                                      |                                                                      |                                                                      |                                                              |
| 1968-1969 | Départementale 3 |                                                                      |                                                                      |                                                                      |                                                                      |                                                                      |                                                                      |                                                                      |                                                                      |                                                                      |                                                              |

#### Résultats individuels de la saison 2012 - 2013
| Joueur              | Victoire | % Victoire | 3-0 | 3-1 | 3-2 | Défaite | 0-3 | 1-3 | 2-3 |
| ------------------- | -------- | ---------- | --- | --- | --- | ------- | --- | --- | --- |
| CHEN Tian Yuan      | 20       | 80 %       | 8   | 7   | 5   | 4       | 1   | 3   | 0   |
| SALIFOU Abdel-Kader | 11       | 55 %       | 3   | 5   | 3   | 9       | 2   | 4   | 3   |
| OLLIVIER Brice      | 9        | 50 %       | 4   | 3   | 2   | 9       | 4   | 2   | 3   |
| LASAN Sas           | 0        | 0 %        | 0   | 0   | 0   | 2       | 1   | 1   | 0   |

#### Résultats individuels de la saison 2016 - 2017
| Joueur         | Victoire | % Victoire | 3-0 | 3-1 | 3-2 | Défaite | 0-3 | 1-3 | 2-3 |
| -------------- | -------- | ---------- | --- | --- | --- | ------- | --- | --- | --- |
| CHEN Tian Yuan | 22       | 82 %       | 8   | 8   | 6   | 6       | 0   | 2   | 4   |
| CRISAN Adrian  | 11       | 52 %       | 4   | 3   | 4   | 10      | 4   | 4   | 2   |
| OLLIVIER Brice | 2        | 20 %       | 0   | 1   | 1   | 8       | 3   | 2   | 3   |
| WEI Shihao     | 9        | 69 %       | 5   | 3   | 1   | 4       | 2   | 0   | 2   |

#### Résultats individuels de la saison 2017 - 2018
| Joueur         | Victoire | % Victoire | 3-0 | 3-1 | 3-2 | Défaite | 0-3 | 1-3 | 2-3 |
| -------------- | -------- | ---------- | --- | --- | --- | ------- | --- | --- | --- |
| CHEN Tian Yuan | 12       | 52 %       | 2   | 7   | 3   | 11      | 2   | 6   | 3   |
| CRISAN Adrian  | 15       | 88 %       | 4   | 3   | 4   | 2       | 1   | 0   | 1   |
| OLLIVIER Brice | 0        | 0 %        | 0   | 0   | 0   | 2       | 1   | 0   | 1   |
| WEI Shihao     | 22       | 79 %       | 8   | 10  | 4   | 6       | 2   | 3   | 1   |

### Autres activités
La Stella Sport regroupe également :
- une équipe cycliste ;
- une section de bicross créée en février 1998[8] ;
- une section de volley-ball créée en septembre 2011[9] pour laquelle elle est affiliée à la Fédération sportive et culturelle de France (FSCF) avec 19 membres (saison 2013-2014)[10] ;
- une section d'éveil sportif créée en octobre 2011[11].